# Kei Yamaguchi
Kei Yamaguchi (山口 慶 Yamaguchi Kei?, nacido el 11 de junio de 1983 en Jōyō, Kioto) es un exfutbolista japonés. Jugaba de centrocampista y su último club fue el JEF United Chiba de Japón.

## Trayectoria

### Clubes
| Club             | País  | Año         |
| ---------------- | ----- | ----------- |
| Nagoya Grampus   | Japón | 2002 - 2009 |
| JEF United Chiba | Japón | 2010 - 2014 |

## Estadística de carrera

### J. League
| Club                 | Año   | J. League | J. League | Copa J. League | Copa J. League | Total | Total |
| Club                 | Año   | Part.     | Goles     | Part.          | Goles          | Part. | Goles |
| -------------------- | ----- | --------- | --------- | -------------- | -------------- | ----- | ----- |
| Nagoya Grampus Eight | 2002  | 17        | 0         | 2              | 2              | 19    | 2     |
| Nagoya Grampus Eight | 2003  | 15        | 0         | 4              | 0              | 19    | 0     |
| Nagoya Grampus Eight | 2004  | 13        | 0         | 4              | 0              | 17    | 0     |
| Nagoya Grampus Eight | 2005  | 20        | 1         | 4              | 0              | 24    | 1     |
| Nagoya Grampus Eight | 2006  | 26        | 1         | 6              | 2              | 32    | 3     |
| Nagoya Grampus Eight | 2007  | 33        | 2         | 4              | 0              | 37    | 2     |
| Nagoya Grampus       | 2008  | 22        | 0         | 4              | 0              | 26    | 0     |
| Nagoya Grampus       | 2009  | 24        | 0         | 2              | 0              | 26    | 0     |
| JEF United Chiba     | 2010  | 27        | 1         | -              | -              | 27    | 1     |
| JEF United Chiba     | 2011  | 36        | 0         | -              | -              | 36    | 0     |
| JEF United Chiba     | 2012  | 8         | 0         | -              | -              | 8     | 0     |
| JEF United Chiba     | 2013  | 11        | 0         | -              | -              | 11    | 0     |
| JEF United Chiba     | 2014  | 18        | 0         | -              | -              | 18    | 0     |
| Total                | Total | 270       | 5         | 30             | 4              | 300   | 9     |